# Longue Rocque
La Longue Rocque, connu également sous le nom de la Grande Pierre, est un menhir situé dans la paroisse de Saint-Sauveur sur l'île Anglo-Normande de Guernesey.

## Situation
Il est situé à proximité de la  « route des Paysans », dans la paroisse de Saint-Pierre-du-Bois à environ 2 km au sud-est du dolmen du Creux es Faies.

## Description
Daté de 3 000 à 1 500 av. J.-C., le menhir, en granite, mesure environ 4,50 m de hauteur, dont 1 m enterré dans le sol. Son poids est estimé à 5 tonnes.
C'est le plus grand menhir des Îles Anglo-Normandes.